# Фролов Олександр Олексійович
Олександр Олексійович Фролов (рос. Алекса́ндр Алексе́евич Фроло́в; 1996, Ржев, Росія — 3 листопада 2023, Новоселівка, Україна) — російський офіцер, капітан ЗС РФ. Герой Російської Федерації.

## Біографія
Навчався в Ржевській середній школі №7 та у військовому училищі, після чого служив на офіцерських посадах у зенітому ракетному дивізіоні в одній із військових частин. Учасник інтервенції в Сирію і вторгнення в Україну, під час останнього був командиром радіотехнічної батареї зенітного ракетного дивізіону. Загинув внаслідок ракетного удару. 13 листопада 2023 року був похований в рідному місті.

## Нагороди
- Медаль «За військову доблесть» 2-го ступеня
- Медаль «Учаснику військової операції в Сирії»
- Звання «Герой Російської Федерації» (8 квітня 2024, посмертно)[2][3][4]

## Вшанування пам'яті
- На честь Фролова названа вулиця в Ржеві.[5]
- На будівлі Ржеської середньої школи №7 встановлена меморіальна дошка.[6]